# Juan Martín Posadas
Juan Martín de Posadas Montero (Montevideo, 19 de juny de 1937) és un polític, periodista i antic sacerdot uruguaià, pertanyent al Partit Nacional.
Ordenat sacerdot des de la seva joventut, es va oposar al cop d'Estat de 1973 i a la dictadura. Va participar del moviment nacionalista Per la Pàtria i el 1981 va escriure la revista La Democracia. El 1984, amb la democràcia, va deixar el sacerdoci per dedicar-se a la política. El 1989 va ser reelegit senador.
El 2004 va acompanyar a Jorge Larrañaga durant les eleccions presidencials d'aquest any.
Actualment, és periodista i comentarista polític. És germà de l'exministre i senador Ignacio de Posadas.